# Synagoge (Hwisdez)

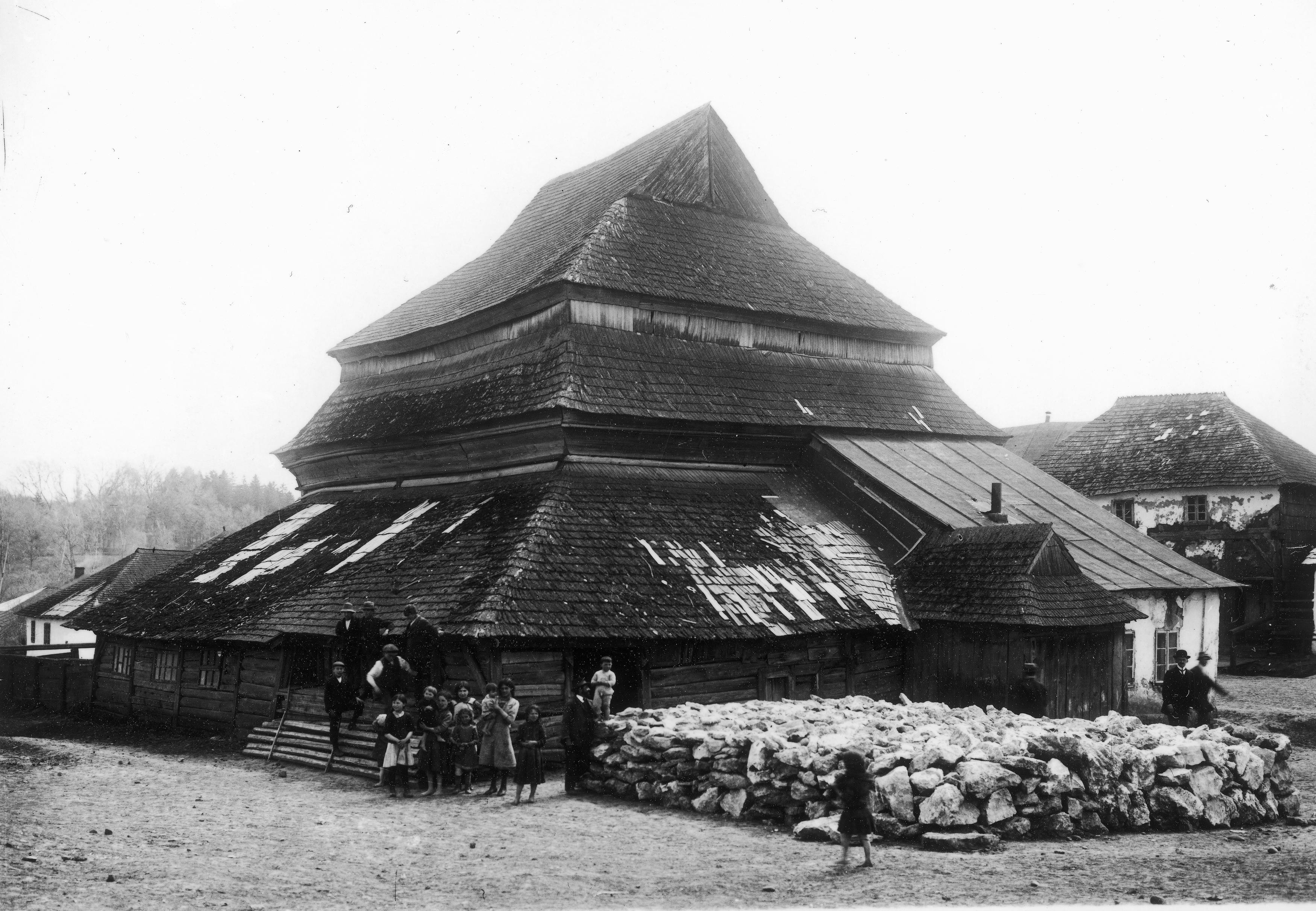
Zustand um 1940

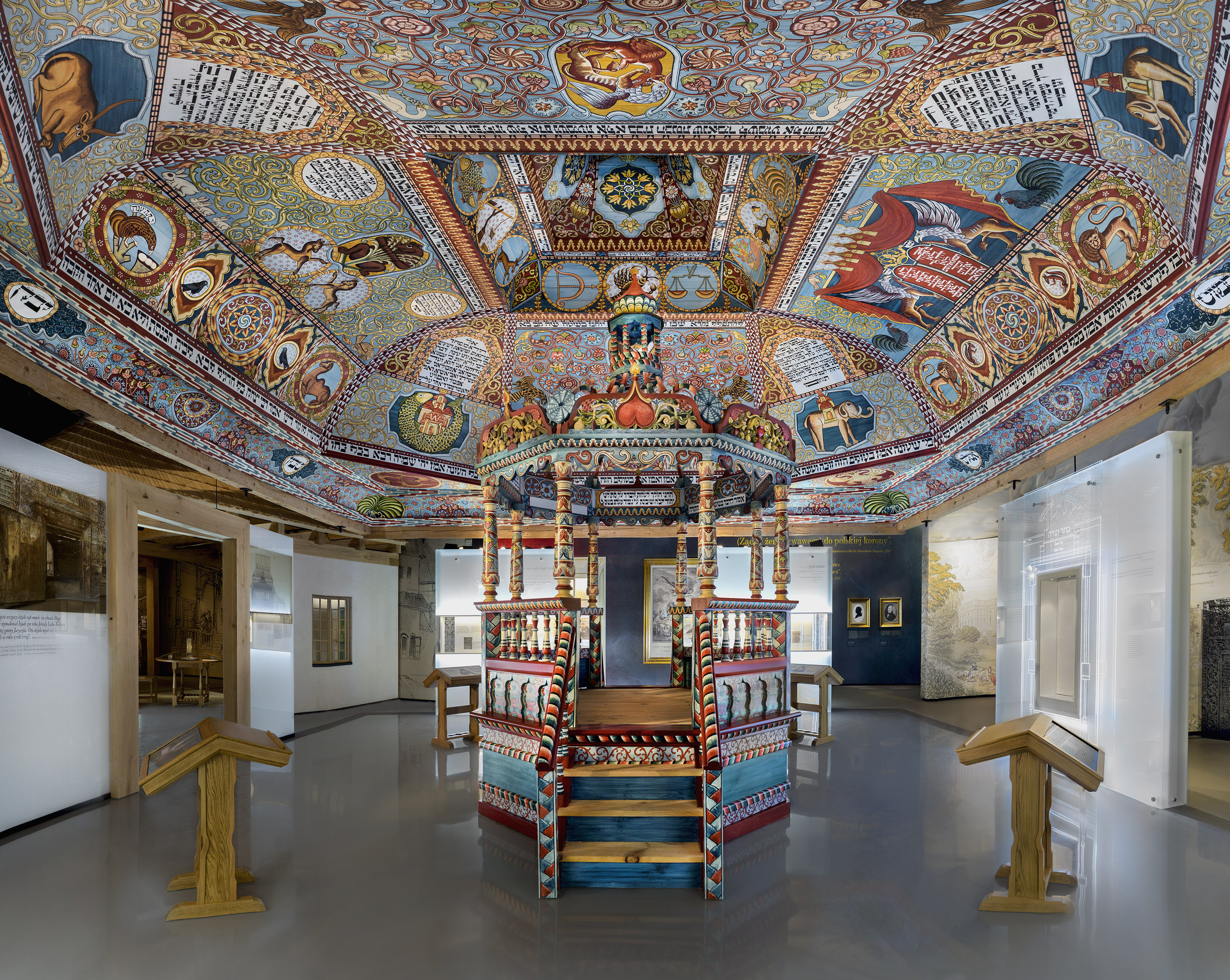
Das Gewölbe und Bima im Warschauer Museum

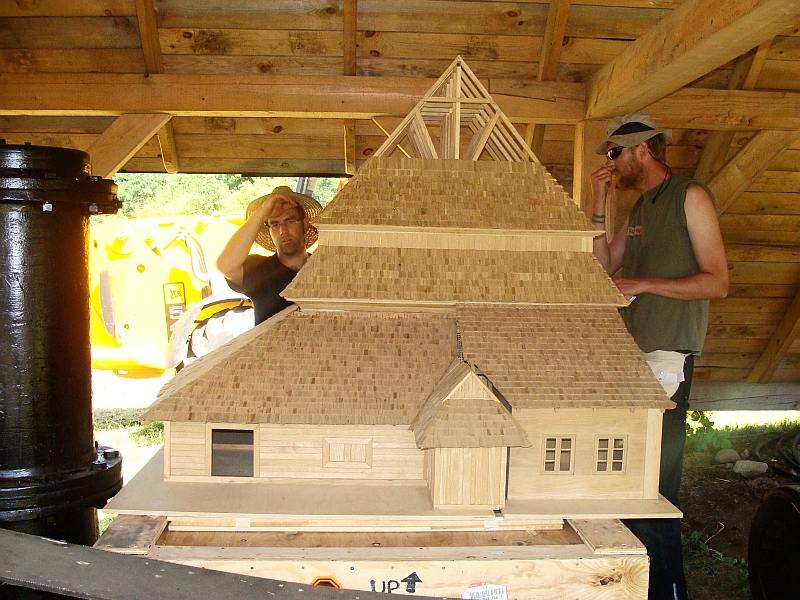
Das Modell im Sanoker Skansen

Die hölzerne Synagoge in Hwisdez (polnisch Gwoździec) im Rajon Kolomyja der Oblast Iwano-Frankiwsk im Westen der Ukraine wurde um 1640 errichtet, während des Ersten Weltkriegs in durch russische Truppen angestifteten Pogromen beschädigt und nach 1941 von den deutschen Besatzern niedergebrannt.
Das Städtchen Hwisdez war bis Ende des 18. Jahrhunderts polnisch, gehörte danach wie ganz Galizien zu Österreich-Ungarn, war 1918 bis 1939  wieder polnisch und ist seit 1990 ukrainisch.
Das hölzerne Gewölbe des fast vergessenen Sakralbaus wurde 2014 im Warschauer Museum der Geschichte der polnischen Juden rekonstruiert.
Das etwa 15 Meter hohe Gebäude auf rechteckigem Grundriss mit abgeschrägten Kanten wurde in der Umgebindebauweise errichtet. Das stufenweise zurückspringende Dach wurde mit Schindeln gedeckt. Im Innenraum befand sich unter dem Dachstuhl ein 11,3 × 11,3 großes achteckiges hölzernes Gewölbe mit reicher Bemalung. Vor 1729 wurde das Gewölbe umgebaut, angebaut wurden ein Flur, Frauenräume und ein gemauerter Raum an der südwestlichen Ecke als Cheder und Betraum im Winter. Die Malerei im Innenraum (nach 1652) ist ein Werk von Israel, Sohn von Mordechai Liśnicki aus Jaryczów, der auch die Gemälde in der Synagoge in Chodoriw anfertigte. Sie wurde um 1729 vom Isaak, Sohn von Jehuda-ha-Kohen aus Jaryczów erneuert.
Vor 1910 wurde die Synagoge renoviert. Nach dem Ersten Weltkrieg wurden die Brandschäden beseitigt, bis das Gebäude nach 1941 restlos niederbrannte.
Die von 2010 bis 2014 erfolgte Rekonstruktion des Gewölbes war dank dem erhaltenen Manuskript des Malers Karol Zyndram Maszkowski (1868–1938) möglich. Maszkowski besuchte im Herbst 1891 Gwoździec, wo er an einer Abhandlung über die Polychromie in der Synagoge arbeitete. Er ergänzte 1898/1899 die Abhandlung im Auftrag der Krakauer Polnischen Akademie der Gelehrsamkeit mit Tuschzeichnungen.
Die Rekonstruktion wurde vom Warschauer Jüdischen Historischen Institut in Zusammenarbeit mit dem Handshouse Studio aus Massachusetts gefördert.
Die größtenteils von Irene Platke gesponserten Arbeiten erfolgten unter Verwendung traditioneller Werkzeuge und Materialien. Die Zimmererarbeiten wurden hauptsächlich im Museum der Volksbauweise in Sanok durchgeführt, die Malerarbeiten an verschiedenen Orten in Polen und in den Vereinigten Staaten von Kunststudenten erstellt. Das fertige Gewölbe wurde am 28. Oktober 2014 enthüllt.
Neben dem Gewölbe wurde auch das reich geschmückte Lesepult (Bima) wiederhergestellt.